# 더불어살기생명농업운동본부
더불어살기생명농업운동본부는 자연과 환경을 살리는 환경친화적인 농업실천을 통하여 안전농산물 생산과 소비구조를 구축하는 건토건민운동 확산 기여 목적으로 1999년 8월 28일 설립된 대한민국 농림수산식품부 소관의 사단법인이다. 사무실은 충청남도 예산군 신양면 귀곡리 844에 있다.

## 주요 사업
- 회원간의 생명친환경농산물 등 안전한 먹거리 유통 추진
- 친환경농업 생산기술 지도
- 생명 친환경농업 교육·홍보·조사·연구·축산
- 도농교육을 통한 생태계 보전 지원